# Elecciones generales de Irlanda de 2020
Las elecciones generales de Irlanda de 2020 fueron realizadas el sábado 8 de febrero del mismo año. Fue la primera elección desde 1918 en ser realizada un día de fin de semana. Se llamó a elecciones después de la disolución de la 32.º legislatura por el Presidente, a petición del primer ministro Leo Varadkar el 14 de enero de 2020. Fueron disputados 159 de los 160 escaños del Dáil Éireann (Cámara Baja), con el Ceann Comhairle (presidente de la cámara baja) siendo reelecto automáticamente.
La elección fue una carrera a tres bandas sin precedentes, con cada partido logrando entre un 20% y un 25% de los votos. El Sinn Féin logró significativas victorias: la mayoría de votos de primera preferencia y consiguiendo 37 escaños, el mejor resultado del partido desde que tomó su forma actual en 1970. Fianna Fáil también logró 37 escaños, pero un menor número de votos de primera diferencia. Fine Gael, el partido gobernante dirigido por Varadkar, logró el tercer lugar tanto en escaños (35), como en votos de primera preferencia.
Medios de comunicación internacionales han descrito el resultado como una ruptura histórica del sistema bipartidista, ya que, fue la primera vez en casi un siglo que ni Fianna Fáil ni Fine Gael ganaron la mayoría de votos. Es más, el porcentaje sumado de los dos principales partidos tradicionales cayó a un mínimo histórico. Los líderes de ambos partidos ya habían descartado hace mucho formar una coalición de gobierno con el Sinn Féin.
Los miembros de la 33.º legislatura se reunieron el 20 de febrero. El presidente de la Cámara, Seán Ó Fearghaíl del Fianna Fáil fue reelecto reduciendo a 37 el número de diputados de su partido. Se propusieron 4 candidatos para el cargo de Taoiseach, pero ninguno lo logró. Varadkar renunció formalmente a su cargo de primer ministro ese mismo día, pero él y otros miembros del gobierno continuaron ejerciendo sus funciones mientras esperaban que se formara un nuevo gobierno. Las negociaciones para formar un nuevo gobierno continuaron durante junio, llegando a un acuerdo del programa de gobierno entre Fianna Fáil, Fine Gael y el Partido Verde el cual fue publicado el 15 de junio de 2020. El 26 de junio, los tres partidos votaron para entrar al gobierno bajo el Programa de Gobierno, con la propuesta aceptada, Micheál Martin se convirtió en primer ministro el 27 de junio de 2020 con Varadkar retomando su cargo en diciembre de 2022.

## Contexto
Desde mayo de 2016, Fine Gael lideró un gobierno de minoría con el apoyo de diputados independientes, incluyendo a la Alianza Independiente. Se basó en un acuerdo de confianza y apoyo con Fianna Fáil.
El 3 de diciembre de 2019, falló una moción de censura contra el ministro de Vivienda, Planificación y Gobierno Local, Eoghan Murphy, propuesta por Catherine Murphy de los Socialdemócratas, con 53 votos a favor, 56 votos en contra y 35 abstenciones. El 9 de enero de 2020, el diputado independiente Michael Collins pidió una moción de censura contra el ministro de Salud, Simon Harris. El 14 de enero, el Taoiseach Leo Varadkar pidió la disolución del Dáil que fue aprobada por el presidente, con la reunión de la 33.ª legislatura el día 20 de febrero a las 12 del mediodía. La elección fue fijada para el sábado 8 de febrero.

## Sistema electoral

Circunscripciones para el Dáil usadas en la elección de 2020

Los 160 miembros del Dáil fueron elegidos en 39 distritos plurinominales, cada uno con entre tres y cinco escaños, utilizando el sistema de voto único transferible en el cual los votantes enumeran a los candidatos por orden de preferencia en las papeletas. Cuando se cuentan las papeletas, se crea una cuota electoral al dividir el número de votos válidos por el número de escaños, más uno. 
Cualquier candidato que reciba un número de votos mayor a la cuota es electo. Si hay menos candidatos que sobrepasen la cuota que el número de asientos a ser llenados, el candidato en último lugar es eliminado del siguiente recuento y la segunda o posteriores preferencias, en aquellas papeletas, se redistribuyen hasta que un candidato es electo. Si tal candidato ahora tiene más votos que la cuota, su superávit se le da a otro candidato por el orden de preferencia en las papeletas. 
Esto se repite hasta que suficientes candidatos hayan logrado la cuota hasta llenar los escaños disponibles o cuando aún quede un escaño por ser llenado en un distrito y ningún candidato sea capaz de lograr la cuota, ya que, no queda nadie que eliminar para una distribución, entonces el candidato que ocupe el puesto más alto sin cuota se considera como electo en ese momento.

### Comisión para el cambio de distritos
Se convocó a una comisión de distritos en julio de 2016 bajo las disposiciones de la Ley Electoral de 1997, con el juez Robert Haughton como presidente, para redibujar los límites de los distritos después de la publicación de los datos iniciales de población del censo de 2016.
La comisión tuvo cierta discreción, pero estuvo constitucionalmente obligada a no permitir una proporción mayor a 30.000 personas por cada miembro electo y estuvo obligada por convención a no violar los límites tradicionales del condado, salvo en casos especiales, incluso si esto llevara a una ligera sobrerrepresentación. El informe de la Comisión se publicó el 27 de junio de 2017. Recomendó un aumento en el número de TD (Teachta Dála, en español: miembros del parlamento) electos de 158 a 160 en 39 circunscripciones. 
La enmienda a la ley electoral de los distritos para el Dáil de 2017, que implementa estos cambios recomendados, se promulgó en diciembre de 2017. La elección del 33.º Dáil se llevó a cabo utilizando los nuevos límites con un total de 160 escaños. Como el saliente Ceann Comhairle, Seán Ó Fearghaíl, no anunció que no deseaba ser miembro del 33.º Dáil, fue reelecto automáticamente y solo 159 de los 160 escaños estuvieron disponibles para las elecciones.

## Diputados en ejercicio retirados
Los siguientes miembros del 32.º Dáil anunciaron que no buscaban la reelección. 
| Distrito electoral   | TD saliente          | Partido | Partido       | Primera vez electo | Fecha anunciada          |
| -------------------- | -------------------- | ------- | ------------- | ------------------ | ------------------------ |
| Cavan – Monaghan     | Caoimhghín Ó Caoláin |         | Sinn Féin     | 1997               | 7 de marzo de 2018       |
| Clare                | Michael Harty        |         | Independiente | 2016               | 13 de enero de 2020      |
| Cork North-Central   | Jonathan O'Brien     |         | Sinn Féin     | 2011               | 6 de enero de 2020       |
| Cork South-West      | Jim Daly             |         | Fine Gael     | 2011               | 20 de septiembre de 2019 |
| Dublin Bay North     | Tommy Broughan       |         | Independiente | 1992               | 22 de enero de 2020      |
| Dublin Bay North     | Finian McGrath       |         | Independiente | 2002               | 14 de enero de 2020      |
| Dublin Central       | Maureen O'Sullivan   |         | Independiente | 2009               | 16 de enero de 2020      |
| Dublin Fingal        | Brendan Ryan         |         | Laborista     | 2011               | 8 de enero de 2020       |
| Dún Laoghaire        | Maria Bailey         |         | Fine Gael     | 2016               | 22 de enero de 2020      |
| Dún Laoghaire        | Seán Barrett         |         | Fine Gael     | 1981               | 6 de diciembre de 2019   |
| Kerry                | Martin Ferris        |         | Sinn Féin     | 2002               | 18 de noviembre de 2017  |
| Ciudad de Limerick   | Michael Noonan       |         | Fine Gael     | 1981               | 18 de mayo de 2017       |
| Longford – Westmeath | Willie Penrose       |         | Laborista     | 1992               | 5 de julio de 2018       |
| Louth                | Gerry Adams          |         | Sinn Féin     | 2011               | 18 de noviembre de 2017  |
| Mayo                 | Enda Kenny           |         | Fine Gael     | 1975               | 5 de noviembre de 2017   |
| Sligo – Leitrim      | Tony McLoughlin      |         | Fine Gael     | 2011               | 28 de junio de 2018      |
| Waterford            | John Deasy           |         | Fine Gael     | 2002               | 28 de noviembre de 2017  |
| Waterford            | John Halligan        |         | Independiente | 2011               | 15 de enero de 2020      |

## Campaña
La campaña comenzó oficialmente después de la disolución de Dáil Éireann el 14 de enero de 2020 y duró hasta el día de las elecciones el 8 de febrero de 2020. Fueron realizadas justo una semana después de que el Reino Unido (el cual incluye a Irlanda del Norte) se retirara formalmente de la Unión Europea. La elección tuvo lugar en un sábado por primera vez desde 1918. Varadkar dijo que el cambio de día era para impedir cierres de colegios (muchos de las escuelas en Irlanda se usan como centro de votaciones) y para facilitar la votación para los estudiantes de la educación terciaria y aquellos que trabajan fuera de casa.
La nominación de los candidatos se cerró el miércoles 22 de enero. Hubo un récord de número de mujeres nominadas con 162 de 531 candidatos. Esta fue la primera elección general de Irlanda donde hubo una candidata compitiendo en cada distrito. Los candidatos de cada partido debían tener un mínimo de 30 % de hombres y un 30 % de mujeres, o sino el partido perdería la mitad de su financiación estatal. Al cierre de las nominaciones, Fine Gael tuvo un 30,5 % de candidatas, Fianna Fáil un 31 %, el Partido Laborista el 32 %, Sinn Féin un 33 %, el Pueblo Antes que el Lucro un 38 %, el Partido Verde un 41 % y los Socialdemócratas un 57 %, todos sobrepasaron la cuota.
Los partidos que se presentaron por primera vez a las elecciones generales fueron Aontú, el Partido de Liberación Irlandesa, el Partido Nacional Irlandés y RISE (como parte de Solidaridad-El Pueblo Antes que el Lucro). 
La inscripción a través del Registro Suplementario de Votantes cerró el 23 de enero con una alta inscripción el último día, por ejemplo, el Consejo de la Ciudad de Dublín reportó 3.500 registros el último día habilitado y un total de 14.000 registros adicionales, el cual es el doble de la cantidad normal para unas elecciones generales.
La elección en la circunscripción de Tipperary se aplazó el 3 de febrero de 2020 tras el repentino fallecimiento de la candidata independiente Marese Skehan. El 4 de febrero se impugnó legalmente el retraso. El 5 de febrero se decidió que la votación en Tipperary ocurriría, después de todo, el sábado junto con todas las demás, tras el argumento legal de que retrasar la votación más de 30 días tras la disolución de la Dáil sería inconstitucional.

### Manifiestos de los partidos y eslóganes
| Partido/grupo | Partido/grupo                            | Partido/grupo                            | Eslogan(es) campaña 2020                                                                              | Traducción | Manifiesto (enlace externo)                                                            | Ref.          |
| ------------- | ---------------------------------------- | ---------------------------------------- | --- | --- | -------------------------------------------------------------------------------------- | ------------- |
|               | Fine Gael                                | Fine Gael                                | "A future to look forward to." "Building a Republic of opportunity, taking Ireland forward together." | "Un futuro por delante" "Construyendo una República de oportunidades, llevando juntos a Irlanda hacia adelante" | Manifiesto de Fine Gael                                                                | [ 46 ] [ 47 ] |
|               | Fianna Fáil                              | Fianna Fáil                              | "An Ireland for all." Éire do chách                                                                   | "Una Irlanda para todos"                                                                                        | Manifiesto de Fianna Fáil                                                              | [ 46 ] [ 47 ] |
|               | Sinn Féin                                | Sinn Féin                                | "Standing up for Irish unity." ”Giving workers and families a break.”                                 | "Luchando por la unidad irlandesa" "Dando un respiro a los trabajadores y a las familias"                       | Manifiesto de Sinn Féin                                                                | [ 46 ]        |
|               | Laborista                                | Laborista                                | "Building an equal society"                                                                           | "Construyendo una sociedad igualitaria"                                                                         | Manifiesto del Partido Laborista Archivado el 3 de febrero de 2020 en Wayback Machine. | [ 46 ]        |
|               | Solidaridad–El Pueblo Antes que el Lucro | Solidaridad–El Pueblo Antes que el Lucro | "Socialism for the 21st century."                                                                     | "Socialismo del siglo XXI"                                                                                      | [ n 2 ]                                                                                | [ 46 ]        |
|               | El Pueblo Antes que el Lucro             | "Planet Before Profit"                   | "El Planeta antes que el Lucro"                                                                       | Manifiesto del Pueblo antes que el Lucro Archivado el 3 de febrero de 2020 en Wayback Machine.                  | [ 46 ]                                                                                 |               |
|               | RISE                                     |                                          | | |                                                                                        |               |
|               | Solidaridad                              |                                          | | |                                                                                        |               |
|               | Socialdemócratas                         | Socialdemócratas                         | "Hope for better. Vote for better" "Invest in better"                                                 | "Esperar lo mejor, votar por lo mejor" ""Invertir en lo mejor"                                                  | Manifiesto de los Socialdemócratas                                                     | [ 46 ]        |
|               | Partido Verde                            | Partido Verde                            | "The future belongs to all of us." "Want Green, Vote Green"                                           | "El futuro nos pertenece a todos" "Quieres Verde, Vota Verde"                                                   | Manifiesto del Partido Verde Archivado el 3 de febrero de 2020 en Wayback Machine.     | [ 46 ] [ 48 ] |
|               | Aontú                                    | Aontú                                    | "The political system is broken. Let's fix It." "Think outside the political cartel."                 | "El sistema político está roto. Arreglémoslo" "Piensa fuera del cartel político"                                | Manifiesto de Aontú Archivado el 13 de febrero de 2020 en Wayback Machine.             | [ 49 ]        |

### Debates televisivos
| Debates de las elecciones generales de Irlanda de 2020 | Debates de las elecciones generales de Irlanda de 2020 | Debates de las elecciones generales de Irlanda de 2020 | Debates de las elecciones generales de Irlanda de 2020                   | Debates de las elecciones generales de Irlanda de 2020                   | Debates de las elecciones generales de Irlanda de 2020                   | Debates de las elecciones generales de Irlanda de 2020                   | Debates de las elecciones generales de Irlanda de 2020                   | Debates de las elecciones generales de Irlanda de 2020                   | Debates de las elecciones generales de Irlanda de 2020                   | Debates de las elecciones generales de Irlanda de 2020                   | Debates de las elecciones generales de Irlanda de 2020 | Debates de las elecciones generales de Irlanda de 2020 |   |   |  |        |  |
| Fecha                                                  | Medio                                                  | Moderador(es)                                          | Participantes — Apellido Participante N Partido no invitado/no participó | Participantes — Apellido Participante N Partido no invitado/no participó | Participantes — Apellido Participante N Partido no invitado/no participó | Participantes — Apellido Participante N Partido no invitado/no participó | Participantes — Apellido Participante N Partido no invitado/no participó | Participantes — Apellido Participante N Partido no invitado/no participó | Participantes — Apellido Participante N Partido no invitado/no participó | Participantes — Apellido Participante N Partido no invitado/no participó | Ref.                                                   | Notas                                                  |   |   |  |        |  |
| Fecha                                                  | Medio                                                  | Moderador(es)                                          | FG                                                                       | FF                                                                       | SF                                                                       | Lab                                                                      | S–PAL                                                                    | PV                                                                       | SD                                                                       | AON                                                                      | Ref.                                                   | Notas                                                  |   |   |  |        |  |
| ------------------------------------------------------ | ------------------------------------------------------ | ------------------------------------------------------ | ------------------------------------------------------------------------ | ------------------------------------------------------------------------ | ------------------------------------------------------------------------ | ------------------------------------------------------------------------ | ------------------------------------------------------------------------ | ------------------------------------------------------------------------ | ------------------------------------------------------------------------ | ------------------------------------------------------------------------ | ------------------------------------------------------ | ------------------------------------------------------ | - | - |  | ------ |  |
| Fecha                                                  | Medio                                                  | Moderador(es)                                          | 22 de enero                                                              | Virgin One                                                               | Pat Kenny                                                                | Varadkar                                                                 | Martin                                                                   | N                                                                        | N                                                                        | N                                                                        | Ref.                                                   | Notas                                                  | N | N |  | [ 50 ] |  |
| 27 de enero                                            | RTÉ One                                                | Claire Byrne                                           | Varadkar                                                                 | Martin                                                                   | McDonald                                                                 | Howlin                                                                   | Boyd Barrett                                                             | Ryan                                                                     | Shortall                                                                 |                                                                          | [ 51 ]                                                 |                                                        |   |   |  |        |  |
| 30 de enero                                            | Virgin One                                             | Ivan Yates Matt Cooper                                 | Varadkar                                                                 | Martin                                                                   | McDonald                                                                 | Howlin                                                                   | Boyd Barrett                                                             | Ryan                                                                     | Shortall                                                                 |                                                                          | [ 52 ]                                                 |                                                        |   |   |  |        |  |
| 4 de febrero                                           | RTÉ One                                                | David McCullagh Miriam O'Callaghan                     | Varadkar                                                                 | Martin                                                                   | McDonald                                                                 | N                                                                        | N                                                                        | N                                                                        | N                                                                        | N                                                                        | [ 53 ]                                                 |                                                        |   |   |  |        |  |
| 6 de febrero                                           | RTÉ One                                                | David McCullagh Miriam O'Callaghan                     | N                                                                        | N                                                                        | N                                                                        | Howlin                                                                   | Coppinger                                                                | Ryan                                                                     | Shortall                                                                 | Tóibín                                                                   | [ 54 ]                                                 |                                                        |   |   |  |        |  |
| 6 de febrero                                           | TG4                                                    | Páidí Ó Lionáird                                       | Kyle                                                                     | Callearny                                                                | Ó Laoghaire                                                              | N                                                                        | Ó Ceannabháin                                                            | Garvey                                                                   | Ó Tuathail                                                               | Mhic Gib                                                                 |                                                        | Debate en irlandés                                     |   |   |  |        |  |

El primer debate entre los líderes ocurrió en el canal Virgin Media One el 22 de enero, pero fue restringido a Leo Varadkar y Micheál Martin.
El debate que reunió a los siete líderes/representantes de los partidos fue realizado por RTÉ One el lunes 27 de enero desde el campus Galway de la Universidad Nacional de Irlanda
El 27 de enero, RTÉ publicó un artículo explicando los fundamentos sobre quién invitar o no a sus debates televisados. Aontú anunció que solicitaría una orden judicial de la Corte Suprema para impedir la emisión del debate de los dirigentes previsto para ese mismo día, pero más tarde ese mismo día, anunció que no procedería con la acción.
Fue planificado un debate en RTÉ el 4 de febrero, nuevamente transmitido por RTÉ One, pero solo con la presencia de Varadkar y Martin. Mary Lou McDonald, la líder de Sinn Féin objetó su exclusión y el Sinn Féin amenazó con una acción legal si fuera excluido de este debate. El 3 de febrero, RTÉ anunció que había invitado a McDonald a participar en el debate final, en parte, debido a la posición del Sinn Féin en las últimas encuestas y el Sinn Féin confirmó que aceptaría la invitación. Dos días después se realizó otro debate con  los líderes del resto de los partidos minoritarios. 
Se realizó un debate en idioma irlandés en el canal de televisión TG4 en 2011; sin embargo, fue cancelado un debate planificado en 2016 debido a que no todos los líderes de los partidos eran hablantes fluidos. No hubo un debate de los líderes de los partidos en irlandés en 2020, sino que participaron otros representantes de cada uno de los partidos, excepto, del Partido Laborista.

## Encuestas de opinión
Habitualmente, se realizan encuestas sobre la intención de voto en las elecciones irlandesas. The Sunday Times (que trabajan junto a Behaviour and Attitudes) y el Business Post (que trabajan con la encuestadora Red C) publican encuestas de forma mensual. De forma menos frecuente se publican encuestas en The Irish Times, Sunday Independent, Irish Mail on Sunday, RTÉ News entre otros. Abajo se recogen las principales encuestas realizadas en 2020. Todas las encuestas fueron encargadas por periódicos u otros medios de comunicación, excepto la encuesta Survation terminada el día 2 de febrero, la cual fue encargada por el Sinn Féin.
La encuesta a boca de urna de IPSOS/MRBI mostró un triple empate entre Fine Gael con 22,4 %, Sinn Féin con 22,3 % y Fianna Fáil con 22,2 %.Colores:
     Encuesta a boca de urna.      Encuesta privada.
| Último día de encuesta | Encuestadora / Solicitante               | Tamaño de muestra | SF         | FF                           | FG   | PV   | Lab  | S–PAL | SD  | RI  | AI  | O/I  |     |     |   |      |
| ---------------------- | ---------------------------------------- | ----------------- | ---------- | ---------------------------- | ---- | ---- | ---- | ----- | --- | --- | --- | ---- | --- | --- | - | ---- |
| Último día de encuesta | Encuestadora / Solicitante               | Tamaño de muestra | 8 Feb 2020 | Elecciones Generales de 2020 |      | 24,5 | 22.2 | 20,9  | 7,1 | 4,4 | 2,6 | O/I  | 2,9 | 0,3 | – | 12,3 |
| 8 Feb 2020             | Ipsos MRBI/RTÉ/Irish Times/TG4/UCD       | 5.300             | 22,3       | 22,2                         | 22,4 | 7,9  | 4,6  | 2,8   | 3,4 | –   | –   | 14,5 |     |     |   |      |
| 2 Feb 2020             | Survation/Sinn Féin                      | 1.074             | 25         | 22                           | 17   | 9    | 6    | 5     | 3   | –   | 1   | 12   |     |     |   |      |
| 1 Feb 2020             | Ipsos MRBI/Irish Times                   | 1.200             | 25         | 23                           | 20   | 8    | 4    | 2     | 2   | –   | < 1 | 16   |     |     |   |      |
| 30 Ene 2020            | Red C/Sunday Business Post               | 1.000             | 24         | 24                           | 21   | 7    | 5    | 1     | 3   | –   | –   | 13   |     |     |   |      |
| 25 Ene 2020            | Ireland Thinks/Irish Mail on Sunday      | 1.031             | 20         | 27                           | 22   | 10   | 6    | 1     | 3   | –   | –   | 11   |     |     |   |      |
| 23 Ene 2020            | Red C/Sunday Business Post               | 1.000             | 19         | 26                           | 23   | 8    | 4    | 2     | 3   | –   | –   | 15   |     |     |   |      |
| 18 Ene 2020            | Ipsos MRBI/Irish Times                   | 1.200             | 21         | 25                           | 23   | 8    | 5    | 2     | 2   | –   | 1   | 13   |     |     |   |      |
| 14 Ene 2020            | Behaviour and Attitudes/The Sunday Times | 923               | 19         | 32                           | 20   | 7    | 4    | 2     | 1   | 1   | 3   | 10   |     |     |   |      |
| 26 Feb 2016            | Elecciones generales de 2016             |                   | 13,8       | 24,3                         | 25,5 | 2,7  | 6,6  | 3,9   | 3,0 | 2,2 | 4,2 | 13,7 |     |     |   |      |

Desde el comienzo de la legislatura se realizó una gran cantidad de estudios a cargo de varias encuestadoras. A continuación, se presenta un resumen de ellas donde cada punto es el porcentaje de cada partido mostrado en cada encuesta y la línea marca la tendencia para cada uno de los partidos.

## Resultados

Partido ganador en cada circunscripción, según el porcentaje de votos en primera preferencia.

Los locales de votación estuvieron abiertos entre las 7.00 h y las 22.00 h UTC. La participación bajó un 2,2% hasta el 62,9% en comparación a la elección anterior, a pesar de ser celebrada un día sábado. Sin embargo, hubo avisos de eventos climáticos severos en gran parte del país por la tormenta Clara.
El recuento de votos comenzó el 9 de febrero a las 9.00 h UTC y concluyó a las 23:59 h UTC del 10 de febrero, siendo Galway Este la primera circunscripción en dar los resultados y Cavan-Monaghan siendo la última.
Los resultados de la elección mostraron una estrecha competencia entre los tres partidos. El Sinn Féin que ganó 37 escaños, quince diputados más que la elección anterior. Fianna Fáil también logró 37 escaños, ocho menos de los que tenían. Fine Gael, el partido del Taoiseach Leo Varadkar, consiguió 35 escaños, doce menos de los que tenían. Entre los partidos menores, el Partido Verde logró los mayores beneficios al pasar de tres a doce escaños, nueve diputados más que la elección anterior. En términos del voto popular, a pesar del segundo lugar en escaños, el Sinn Féin recibió la mayoría de los votos de primera preferencia a nivel nacional, aunque ningún partido obtuvo más del 25% de los votos de primera preferencia ni tampoco más del 25% de los escaños.
Seán Ó Fearghaíl fue reelecto automáticamente como el saliente Ceann Comhairle, como era miembro de Fianna Fáil le dio 38 diputados al partido. Ese número disminuyó a 37 cuando fue reelecto como Ceann Comhairle el primer día del 33.º, Dáil.
Periodistas comentaron los efectos de la oleada final del Sinn Féin y el inesperado alto número de votos de primera preferencia. John Drennan enumeró once distritos electorales en los que podría haber ganado otro escaño si hubiera presentado un candidato extra. Marie O'Halloran observó que las transferencias del Sinn Féin afectaron el resultado de 21 distritos electorales, favoreciendo a otros partidos de izquierda. Sean Murray señaló que Solidaridad-El Pueblo Antes que el Lucro se benefició más de las transferencias del Sinn Féin.
Los socialdemócratas tuvieron el mejor resultado de su historia, con 6 escaños. Ellos lo atribuyeron al centrar sus esfuerzos en los escaños ganables en vez de presentar candidatos en cada circunscripción.
El Partido Verde también logró el mejor resultado de su historia, con 12 escaños, reflejando el mayor interés en el ambientalismo y el cambio climático en Irlanda.
Los partidos menores de extrema derecha y antiinmigración (el Partido Nacional, el Partido de la Libertad de Irlanda, Renua y Anticorrupción de Irlanda) tuvieron un desempeño muy pobre, ganado menos del dos por ciento donde se presentaron. Sin embargo, fueron elegidos políticos que expresaron opiniones antiinmigración como Verona Murphy y Noel Grealish.
|                                                        |                                            |           |       |         |             |  |  |  |  |  |  |  |  |  |
| Partido                                                | Partido                                    | Votos     | %     | Escaños | +/-         |  |  |  |  |  |  |  |  |  |
|                                                        | Sinn Féin                                  | 535,595   | 24.5  | 37      | 15          |  |  |  |  |  |  |  |  |  |
|                                                        | Fianna Fáil                                | 484,315   | 22.2  | 37      | 8           |  |  |  |  |  |  |  |  |  |
|                                                        | Fine Gael                                  | 455,568   | 20.9  | 35      | 12          |  |  |  |  |  |  |  |  |  |
|                                                        | Partido Verde                              | 155,695   | 7.1   | 12      | 9           |  |  |  |  |  |  |  |  |  |
|                                                        | Partido Laborista                          | 95,582    | 4.4   | 6       | 1           |  |  |  |  |  |  |  |  |  |
|                                                        | Socialdemócratas                           | 63,397    | 2.9   | 6       | 4           |  |  |  |  |  |  |  |  |  |
|                                                        | Solidaridad–El Pueblo Antes que el Lucro   | 57,420    | 2.6   | 5       | 1           |  |  |  |  |  |  |  |  |  |
|                                                        | Aontú                                      | 41,575    | 1.9   | 1       | Sin cambios |  |  |  |  |  |  |  |  |  |
|                                                        | Independents 4 Change                      | 8,421     | 0.4   | 1       | Sin cambios |  |  |  |  |  |  |  |  |  |
|                                                        | Partido de la Libertad de Irlanda          | 5,495     | 0.3   | 0       | Nuevo       |  |  |  |  |  |  |  |  |  |
|                                                        | Renua                                      | 5,473     | 0.3   | 0       | Sin cambios |  |  |  |  |  |  |  |  |  |
|                                                        | Partido Nacional                           | 4,773     | 0.2   | 0       | Nuevo       |  |  |  |  |  |  |  |  |  |
|                                                        | Partido Democrático Irlandés               | 2,611     | 0.1   | 0       | Sin cambios |  |  |  |  |  |  |  |  |  |
|                                                        | Partido de los Trabajadores de Irlanda     | 1,195     | 0.1   | 0       | Sin cambios |  |  |  |  |  |  |  |  |  |
|                                                        | Pueblo Unido                               | 43        | 0.0   | 0       | Nuevo       |  |  |  |  |  |  |  |  |  |
|                                                        | Independientes                             | 266,353   | 12.2  | 19      | 3           |  |  |  |  |  |  |  |  |  |
|                                                        | Ceann Comhairle (Presidente de Parlamento) | –         | –     | 1       | Sin cambios |  |  |  |  |  |  |  |  |  |
| Total                                                  | Total                                      | 2,201,192 | 100   | 160     | –           |  |  |  |  |  |  |  |  |  |
| Votantes registrados/participación                     | Votantes registrados/participación         | 3,509,969 | 62.71 | –       | –           |  |  |  |  |  |  |  |  |  |
| Fuente: General Election 2020 Live Results \| RTÉ News |                                            |           |       |         |             |  |  |  |  |  |  |  |  |  |

### Resumen de la votación
| \| Votos de primera preferencia \| Votos de primera preferencia \| Votos de primera preferencia \| Votos de primera preferencia \| Votos de primera preferencia \| \| ---------------------------- \| ---------------------------- \| ---------------------------- \| ---------------------------- \| ---------------------------- \| \| Partido \| Partido \| \| Porcentaje \| Porcentaje \| \| Sinn Féin \| Sinn Féin \| \| 24,53% \| 24,53% \| \| Fianna Fáil \| Fianna Fáil \| \| 22,18% \| 22,18% \| \| Fine Gael \| Fine Gael \| \| 20,86% \| 20,86% \| \| Partido Verde \| Partido Verde \| \| 7,13% \| 7,13% \| \| Partido Laborista \| Partido Laborista \| \| 4,38% \| 4,38% \| \| Socialdemócratas \| Socialdemócratas \| \| 2,90% \| 2,90% \| \| Solidaridad-PAL \| Solidaridad-PAL \| \| 2,63% \| 2,63% \| \| Aontú \| Aontú \| \| 1,91% \| 1,91% \| \| Independents 4 Change \| Independents 4 Change \| \| 0,39% \| 0,39% \| \| Otros \| Otros \| \| 0,90% \| 0,90% \| \| Independientes \| Independientes \| \| 12,21% \| 12,21% \| |                       |  |            |            |
| Votos de primera preferencia |                       |  |            |            |
| Partido | Partido               |  | Porcentaje | Porcentaje |
| Sinn Féin | Sinn Féin             |  | 24,53%     | 24,53%     |
| Fianna Fáil | Fianna Fáil           |  | 22,18%     | 22,18%     |
| Fine Gael | Fine Gael             |  | 20,86%     | 20,86%     |
| Partido Verde | Partido Verde         |  | 7,13%      | 7,13%      |
| Partido Laborista | Partido Laborista     |  | 4,38%      | 4,38%      |
| Socialdemócratas | Socialdemócratas      |  | 2,90%      | 2,90%      |
| Solidaridad-PAL | Solidaridad-PAL       |  | 2,63%      | 2,63%      |
| Aontú | Aontú                 |  | 1,91%      | 1,91%      |
| Independents 4 Change | Independents 4 Change |  | 0,39%      | 0,39%      |
| Otros | Otros                 |  | 0,90%      | 0,90%      |
| Independientes | Independientes        |  | 12,21%     | 12,21%     |

### Resumen de escaños
| \| Escaños en el Dáil \| Escaños en el Dáil \| Escaños en el Dáil \| Escaños en el Dáil \| Escaños en el Dáil \| \| --------------------- \| --------------------- \| ------------------ \| ------------------ \| ------------------ \| \| Partido \| Partido \| \| Porcentaje \| Porcentaje \| \| Fianna Fáil \| Fianna Fáil \| \| 23,75% \| 23,75% \| \| Sinn Féin \| Sinn Féin \| \| 23,13% \| 23,13% \| \| Fine Gael \| Fine Gael \| \| 21,88% \| 21,88% \| \| Partido Verde \| Partido Verde \| \| 7,50% \| 7,50% \| \| Partido Laborista \| Partido Laborista \| \| 3,75% \| 3,75% \| \| Socialdemócratas \| Socialdemócratas \| \| 3,75% \| 3,75% \| \| Solidaridad-PAL \| Solidaridad-PAL \| \| 3,13% \| 3,13% \| \| Aontú \| Aontú \| \| 0,63% \| 0,63% \| \| Independents 4 Change \| Independents 4 Change \| \| 0,63% \| 0,63% \| \| Independientes \| Independientes \| \| 11,88% \| 11,88% \| |                       |  |            |            |
| Escaños en el Dáil |                       |  |            |            |
| Partido | Partido               |  | Porcentaje | Porcentaje |
| Fianna Fáil | Fianna Fáil           |  | 23,75%     | 23,75%     |
| Sinn Féin | Sinn Féin             |  | 23,13%     | 23,13%     |
| Fine Gael | Fine Gael             |  | 21,88%     | 21,88%     |
| Partido Verde | Partido Verde         |  | 7,50%      | 7,50%      |
| Partido Laborista | Partido Laborista     |  | 3,75%      | 3,75%      |
| Socialdemócratas | Socialdemócratas      |  | 3,75%      | 3,75%      |
| Solidaridad-PAL | Solidaridad-PAL       |  | 3,13%      | 3,13%      |
| Aontú | Aontú                 |  | 0,63%      | 0,63%      |
| Independents 4 Change | Independents 4 Change |  | 0,63%      | 0,63%      |
| Independientes | Independientes        |  | 11,88%     | 11,88%     |

## Formación de gobierno
Como hay 160 miembros del Dáil Éireann (incluyendo al Ceann Comhairle que vota sólo en caso de empate), se necesitan 80 diputados para formar una coalición de gobierno. Un grupo menor podría formar un gobierno de minoría si pudiese negociar un acuerdo de confianza y apoyo con otro partido.
Durante la campaña, los líderes de los partidos Fine Gael y del Fianna Fáil descartaron la posibilidad de formar gobierno junto al Sinn Féin.
El Ministro de Comunicaciones, Acción Climática y Medioambiente, Richard Bruton del Fine Gael dijo que los resultados dejaban abierta la posibilidad de otro gobierno del Fine Gael. Mientras, algunas personas en Fianna Fáil estaban a favor de entrar en una coalición con el Sinn Féin en vez de renovar un acuerdo con Fine Gael.
Cuando los resultados aún no eran definitivos, McDonald, la líder del Sinn Féin, anunció su intención de formar un gobierno sin Fine Gael ni Fianna Fáil. Sin embargo, no descartó la posibilidad con ninguno de los dos partidos.
El 20 de febrero, Varadkar renunció, pero dijo que continuaría en un papel provisional hasta que se formara un nuevo gobierno. Se informó que Fine Gael estaba preparado para entrar en la oposición. El 11 de marzo, Fianna Fáil y Fine Gael entraron en conversaciones detalladas para formar una gran coalición, potencialmente con el Partido Verde, y hacer frente a la epidemia de coronavirus de 2020 en Irlanda. A partir del 17 de marzo, esas conversaciones seguían programadas para más adelante en esa semana. Sin embargo, el Partido Verde sugirió que no se uniría a tal coalición, prefiriendo un gobierno de unidad nacional. El 4 de abril se informó que FF y FG estaban progresando en sus conversaciones y que el Partido Laborista era preferido por sobre el Partido Verde como el tercer participante debido a las divisiones internas del Partido Verde. Sin embargo, el Partido Laborista anunció que prefería estar en la oposición. Otra opción fue una gran coalición que alcanzara la mayoría con el apoyo de los independiente, pero esa coalición sería muy frágil.
El 15 de abril, ambos partidos lograron un principio de acuerdo de una gran coalición donde se turnarán el cargo de Taoiseach. Sin embargo, aún no lograban la mayoría y necesitaban incorporar otro partido. Los verdes solicitaron una reducción de un 7% de las emisiones de carbono, entre otras demandas para participar como el tercer partido del gobierno, aquellas demandas no incluyeron que el líder del partido Eamon Ryan participara en el esquema de rotación de primer ministro a pesar de los rumores en contra.
El 15 de junio, se acordó un borrador del programa de gobierno entre Fianna Fáil, Fine Gael y el Partido Verde. Se determinó que el cargo de primer ministro rotaría entre Micheál Martin y Leo Varadkar. El programa necesitó la aprobación de los miembros de cada partido. Fianna Fáil y el Partido Verde requirieron mayoría simple y una mayoría del 67%, respectivamente, en una votación por correo de todos sus miembros, en cambio, Fine Gael usó un sistema de colegio electoral con los parlamentarios conformando el 50% del electorado, los delegados de distrito un 25%, los consejeros un 15% y el consejo ejecutivo del partido completando el 10% final.
El 26 de junio, Fine Gael aprobó el programa con un 80%, Fianna Fáil con un 74% y el Partido Verde con un 76%. Esto permitió que se formara el gobierno el 27 de junio con el líder de Fianna Fáil, Micheál Martin, como Taoiseach hasta diciembre de 2022. Posteriormente, el 27 de junio, el parlamento lo aprobó como primer ministro. Luego, fue nombrado por el presidente Michael D. Higgins y ese mismo día anunció a su gabinete.